# Jung RK 12 B
Die Baureihe Jung RK 12 B sind Diesellokomotiven, die von der Arnold Jung Lokomotivfabrik in Kirchen (Sieg) in sechs Exemplaren gebaut wurde. Sie war für den Rangiereinsatz im Werksdienst vorgesehen.
Die Typenbezeichnung beschreibt die wesentlichen Merkmale der Lokomotiven: Die ersten beiden Großbuchstaben gaben die Bauart sowie die Art der Kraftübertragung an. Die nachfolgende Ziffer beschreibt mit Zehn multipliziert die Leistung in PS, der nachfolgende Großbuchstabe kennzeichnet die Achsfolge. Es handelt sich also um eine Rangierlokomotive mit Kettenantrieb der Achsen vom (hydraulischen) Getriebe, einer Motorleistung von 120 PS und der Achsfolge B, also zwei angetriebenen Achsen. Dieses Bezeichnungsschema ist typisch für die Lokomotiven  der dritten und vierten Generation von Jung-Diesellokomotiven.
Die RK 12 B wurde zwischen 1954 und 1957 in sechs Exemplaren gebaut, nur zwei davon sind noch vorhanden.
| Liste der Jung RK 12 B |         |                                                        |                                          |                                   |
| Fabriknummer           | Baujahr | Erster Eigentümer                                      | Verbleib                                 | Anmerkungen                       |
| 11508                  | 1954    | Perlmooser Zementwerke AG, Kirchbichl                  | Verbleib unbekannt                       |                                   |
| 11509                  | 1955    | Hoesch Walzwerke AG, Hohenlimburg-Oege                 | Betonwerk Neu-Ulm GmbH & Co. KG, Neu-Ulm |                                   |
| 12259                  | 1956    | Sociedad Metalurgica Duro Felguera SA, La Felguera     | Verbleib unbekannt                       | Spurweite 1672 mm                 |
| 12260                  | 1956    | Sociedad Metalurgica Duro Felguera SA, La Felguera     | Verbleib unbekannt                       | Spurweite 1672 mm                 |
| 12749                  | 1956    | Monopolverwaltung für Branntwein, Berlin-Reinickendorf | 2007 verschrottet                        |                                   |
| 12776                  | 1957    | Rendsburger Kreisbahn, Rendsburg                       | Kai Jensen Lokomotivverleih, Mehlbek     | seit 2000 Abstellung in Lägerdorf |

## Erhaltene Lokomotiven
Die Lok mit der Nummer 11509 ist seit 1997 beim Betonwerk Neu-Ulm GmbH & Co. KG, Neu-Ulm.
Die Lok mit der Nummer 12776 ist seit 1992 bei Kai Jensen Lokomotivverleih, Mehlbek und seit 2000 in Lägerdorf abgestellt.
Beide Lokomotiven sind nicht betriebsfähig abgestellt.